# Leucania minorata
Leucania minorata är en fjärilsart som beskrevs av Smith 1894. Leucania minorata ingår i släktet Leucania och familjen nattflyn. Inga underarter finns listade i Catalogue of Life.